# Red Stripe
Red Stripe (букв.: Красная лента) — пиво низового брожения, изготовляемое в столице Ямайки Кингстоне компанией Desnoes & Geddes, которая контролируется британским пивоваренным гигантом Diageo.

## История
Компания Desnoes & Geddes была основана в 1918 году в Кингстоне двумя местными бизнесменами Юджином Десносом и Томасом Геддесом, чьи фамилии и дали название компании. Основным видом деятельности вновь созданного предприятия был выпуск прохладительных напитков.
Впервые пиво под торговой маркой Red Stripe было сварено в 1928 году и представляло собой эль, который оказался слишком крепким для местных пивных вкусов, поэтому через десять лет, в 1938, под этим же названием начало выпускаться более легкое пиво низового брожения (лагер).
В течение долгого времени Red Stripe было пивом, рассчитанным прежде всего на местный рынок Ямайки. Первые попытки выхода на рынок США были сделаны в середине 1980-х и были в основном неудачными. Прорыв этого бренда на международные рынки состоялся в начале 1990-х на волне мировой популярности ямайского музыкального стиля регги. С тех пор торговая марка Red Stripe стала традиционным спонсором музыкальных событий, посвященных регги, а также другому популярному стилю ямайской музыки — ска.
Коммерческий успех ямайского бренда привлек внимание мощных игроков мирового пивного рынка, и в 1993 году контрольный пакет акций компании Desnoes & Geddes приобрела ирландская пивоваренная корпорация Guinness Brewing Worldwide, которая впоследствии вошла в состав активов Diageo — одного из крупнейших производителей алкогольных напитков в мире.
Сейчас к основным рынкам сбыта пива Red Stripe, кроме ямайского, относятся рынки США и Великобритании. Производство пива осуществляется не только пивоварней Desnoes & Geddes, но и за рубежом. В частности, разлив по лицензии этого напитка в банки был начат в 2009 году в Канаде пивоварней Moosehead.

## Разновидности
Кроме непосредственно пива Red Stripe, которое имеет содержание алкоголя 4,7 %, под этой торговой маркой выпускаются разновидности Red Stripe Light (облегченное, с содержанием алкоголя 3,6 %) и Red Stripe Bold (крепкое пиво, 6 % алкоголя).

## Рейтинги
- RateBeer.com………….. [1]
- BeerAdvocate.com…… C+[2]